# Criollas de Caguas 2013
Questa voce raccoglie le informazioni riguardanti le Criollas de Caguas nella stagione 2013.

## Stagione
La stagione 2013 vede Carlos Cardona alla guida delle Criollas de Caguas, vice-campionesse portoricane. In fase di mercato la squadra viene totalmente rivoluzionata: tra le cessioni spiccano quelle delle straniere Annerys Vargas, Stacey Gordon e Sonja Newcombe, andandosi a sommare a quelle delle nazionali Bianca Rivera, Stephanie Enright e Michelle Nogueras; in entrata vi sono invece le nazionali Shara Venegas, Karina Ocasio e Glorimar Ortega, mentre come straniere vengono scelte Tabitha Love ed Erin Moore.
La stagione si apre il 23 gennaio 2013, rimediando una netta sconfitta in casa delle Leonas de Ponce, con un inizio negativo che si protrae per tutto il mese di gennaio, nel quale in tre incontri le Criollas non riescono a vincere neanche un set. Nel mese di febbraio arriva la scossa: la squadra centra cinque vittorie consecutive, prima di interrompere il proprio cammino nella gara interna contro le Mets de Guaynabo, per poi tornare al successo contro le Vaqueras de Bayamón; si registrano tuttavia anche i primi avvicendamenti in squadra con la partenza di Saraí Álvarez, sostituita da Génesis Collazo, e l'ingaggio della statunitense Alisha Glass. Nel mese di marzo continua il buon rendimento delle Criollas, che fa registrare nove successi in dodici gare, oltre che altri movimenti di mercato: entrambe le palleggiatrici, Alisha Glass e Glorimar Ortega, lasciano la squadra, favorendo il ritorno di Michelle Nogueras; Alexandra Jupiter viene ingaggiata come terza straniera, per poi essere sostituita da Rachael Kidder. Negli ultimi due incontri di regular season arrivano altre due vittorie sulle Leonas de Ponce e le Orientales de Humacao.
Con un bilancio di 36 punti ed un terzo posto in classifica, le Criollas accedono ai play-off come testa di serie numero 3. Inserite nel Girone B dei quarti di finale, si scontrano con le Mets de Guaynabo, le Leonas de Ponce e le Orientales de Humacao, dando vita ad un girone molto equilibrato, che superano come seconde classificate solo dopo la gara di spareggio vinta contro le Mets. Nelle semifinali si scontrano contro le Indias de Mayagüez, perdendo subito in gara 1; nelle due partite successive però sorprendono le avversarie portandosi in vantaggio nella serie, per poi perdere i successivi tre incontri, terminando la stagione come quarte classificate.
Tra le giocatrici si distinguono particolarmente Diana Reyes, premiata come Rising star del torneo, Karina Ocasio, scelta come miglior giocatrice rientrante nella Liga Superior, e Shara Venegas, inserita nello All-Star Team.

## Organigramma societario
Area direttiva
- Presidente: Francisco Ramos

Area tecnica
- Allenatore: Carlos Cardona

## Rosa
| N° | Nome              | Ruolo | Data di nascita   | Nazionalità sportiva |
| -- | ----------------- | ----- | ----------------- | -------------------- |
| 1  | Karla Colón       | P     | 23 aprile 1984    | Porto Rico           |
| 2  | Shara Venegas     | L     | 18 settembre 1992 | Porto Rico           |
| 5  | Saraí Álvarez     | S/O   | 3 aprile 1986     | Porto Rico           |
| 5  | Génesis Collazo   | S/O   | 4 ottobre 1992    | Porto Rico           |
| 7  | Alisha Glass      | P     | 5 aprile 1988     | Stati Uniti          |
| 7  | Michelle Nogueras | P     | 5 dicembre 1988   | Porto Rico           |
| 9  | Tabitha Love      | S     | 11 settembre 1991 | Canada               |
| 10 | Diana Reyes       | C     | 29 aprile 1993    | Porto Rico           |
| 11 | Karina Ocasio     | S     | 1º agosto 1985    | Porto Rico           |
| 12 | Odemaris Díaz     | C     | 15 marzo 1982     | Porto Rico           |
| 13 | Glorimar Ortega   | P     | 21 novembre 1983  | Porto Rico           |
| 14 | Alexandra Jupiter | S     | 11 marzo 1990     | Francia              |
| 14 | Rachael Kidder    | S     | 14 agosto 1991    | Stati Uniti          |
| 16 | Alexandra Oquendo | C     | 3 febbraio 1984   | Porto Rico           |
| 17 | Erin Moore        | S     | 17 maggio 1982    | Stati Uniti          |

## Mercato
| Acquisti | Acquisti          | Acquisti              | Acquisti   |
| R.       | Nome              | da                    | Modalità   |
| -------- | ----------------- | --------------------- | ---------- |
| L        | Shara Venegas     | Pinkin de Corozal     | definitivo |
| S/O      | Tabitha Love      | UC Los Angeles        | definitivo |
| S/O      | Karina Ocasio     | Inattiva              | definitivo |
| C        | Odemaris Díaz     | Gigantes de Carolina  | definitivo |
| P        | Glorimar Ortega   | Inattiva              | definitivo |
| S        | Erin Moore        | Indias de Mayagüez    | definitivo |
| S/O      | Génesis Collazo   | Pinkin de Corozal     | definitivo |
| P        | Alisha Glass      | Universal Modena      | definitivo |
| P        | Michelle Nogueras | Pinkin de Corozal     | definitivo |
| S        | Alexandra Jupiter | Inattiva              | definitivo |
| S        | Rachael Kidder    | Valencianas de Juncos | definitivo |

| Cessioni | Cessioni          | Cessioni              | Cessioni   |
| R.       | Nome              | a                     | Modalità   |
| -------- | ----------------- | --------------------- | ---------- |
| C        | Annerys Vargas    | Azəryol               | definitivo |
| S        | Ashley Aponte     | Valencianas de Juncos | definitivo |
| S        | Stacey Gordon     | Lancheras de Cataño   | definitivo |
| L        | Bianca Rivera     | Pinkin de Corozal     | definitivo |
| S        | Stephanie Enright | Toray Arrows          | definitivo |
| S        | Michelle Nogueras | Pinkin de Corozal     | definitivo |
| S        | Sonja Newcombe    | Vilsbiburg            | definitivo |
| S/L      | Álida Otero       | Mets de Guaynabo      | definitivo |
| S/O      | Saraí Álvarez     | Indias de Mayagüez    | definitivo |
| P        | Alisha Glass      | Indias de Mayagüez    | definitivo |
| P        | Glorimar Ortega   | Pinkin de Corozal     | definitivo |

## Risultati

### Liga Superior

#### Regular season
| 23 gennaio 2013 Coliseo Salvador Dijols, Ponce          | Leonas de Ponce       | 3 - 0 | Criollas de Caguas    | 25-23, 25-12, 25-22               |
| 27 gennaio 2013 Coliseo Héctor Solá Bezares, Caguas     | Criollas de Caguas    | 0 - 3 | Indias de Mayagüez    | 17-25, 15-25, 18-25               |
| 31 gennaio 2013 Coliseo Cosme Beitia Sálamo, Cataño     | Lancheras de Cataño   | 3 - 0 | Criollas de Caguas    | 26-24, 28-26, 25-14               |
| 3 febbraio 2013 Coliseo Héctor Solá Bezares, Caguas     | Criollas de Caguas    | 3 - 1 | Valencianas de Juncos | 25-12, 25-15, 20-25, 25-22        |
| 6 febbraio 2013 Coliseo Mario Morales, Guaynabo         | Mets de Guaynabo      | 1 - 3 | Criollas de Caguas    | 23-25, 25-22, 19-25, 16-25        |
| 9 febbraio 2013 Coliseo Héctor Solá Bezares, Caguas     | Criollas de Caguas    | 3 - 0 | Vaqueras de Bayamón   | 25-23, 25-20, 27-25               |
| 12 febbraio 2013 Coliseo Guillermo Angulo, Carolina     | Gigantes de Carolina  | 2 - 3 | Criollas de Caguas    | 19-25, 25-23, 25-20, 25-27, 8-15  |
| 14 febbraio 2013 Coliseo Héctor Solá Bezares, Caguas    | Criollas de Caguas    | 3 - 1 | Pinkin de Corozal     | 25-18, 25-22, 25-27, 25-20        |
| 23 febbraio 2013 Coliseo Héctor Solá Bezares, Caguas    | Criollas de Caguas    | 1 - 3 | Mets de Guaynabo      | 20-25, 25-11, 20-25, 18-25        |
| 26 febbraio 2013 Coliseo Rubén Rodríguez, Bayamón       | Vaqueras de Bayamón   | 0 - 3 | Criollas de Caguas    | 22-25, 16-25, 22-25               |
| 2 marzo 2013 Coliseo Héctor Solá Bezares, Caguas        | Criollas de Caguas    | 1 - 3 | Leonas de Ponce       | 21-25, 25-22, 19-25, 19-25        |
| 6 marzo 2013 Palacio de Recreación y Deportes, Mayagüez | Indias de Mayagüez    | 3 - 2 | Criollas de Caguas    | 20-25, 25-17, 23-25, 25-22, 15-13 |
| 9 marzo 2013 Coliseo Héctor Solá Bezares, Caguas        | Criollas de Caguas    | 3 - 1 | Lancheras de Cataño   | 19-25, 25-22, 25-20, 25-23        |
| 12 marzo 2013 Complejo Deportivo Emilio Huyke, Humacao  | Orientales de Humacao | 0 - 3 | Criollas de Caguas    | 22-25, 18-25, 26-25               |
| 14 marzo 2013 Coliseo Rafael Amalbert, Juncos           | Valencianas de Juncos | 1 - 3 | Criollas de Caguas    | 25-21, 23-25, 20-25, 12-25        |
| 20 marzo 2013 Coliseo Carmen Zoraida Figueroa, Corozal  | Pinkin de Corozal     | 2 - 3 | Criollas de Caguas    | 21-25, 23-25, 28-26, 25-18, 6-15  |
| 22 marzo 2013 Coliseo Héctor Solá Bezares, Caguas       | Criollas de Caguas    | 3 - 0 | Gigantes de Carolina  | 25-18, 25-12, 25-11               |
| 24 marzo 2013 Coliseo Rafael Amalbert, Juncos           | Valencianas de Juncos | 1 - 3 | Criollas de Caguas    | 25-18, 22-25, 24-26, 21-25        |
| 26 marzo 2013 Coliseo Héctor Solá Bezares, Caguas       | Criollas de Caguas    | 3 - 1 | Orientales de Humacao | 25-20, 20-25, 25-23, 25-14        |
| 30 marzo 2013 Coliseo Héctor Solá Bezares, Caguas       | Criollas de Caguas    | 1 - 3 | Indias de Mayagüez    | 18-25, 21-25, 25-21, 21-25        |
| 2 aprile 2013 Coliseo Héctor Solá Bezares, Caguas       | Criollas de Caguas    | 3 - 2 | Leonas de Ponce       | 20-25, 25-20, 23-25, 25-19, 15-13 |
| 4 aprile 2013 Complejo Deportivo Emilio Huyke, Humacao  | Orientales de Humacao | 0 - 3 | Criollas de Caguas    | 21-25, 17-25, 23-25               |

#### Play-off
| Quarti di finale (gara 1) - 6 aprile 2013 Coliseo Héctor Solá Bezares, Caguas     | Criollas de Caguas    | 0 - 3 | Mets de Guaynabo      | 22-25, 20-25, 25-27               |
| Quarti di finale (gara 2) - 8 aprile 2013 Coliseo Héctor Solá Bezares, Caguas     | Criollas de Caguas    | 0 - 3 | Leonas de Ponce       | 19-25, 26-28, 21-25               |
| Quarti di finale (gara 3) - 10 aprile 2013 Coliseo Rafael Amalbert, Juncos        | Orientales de Humacao | 2 - 3 | Criollas de Caguas    | 18-25, 23-25, 25-23, 26-24, 8-15  |
| Quarti di finale (gara 4) - 12 aprile 2013 Coliseo Héctor Solá Bezares, Caguas    | Criollas de Caguas    | 3 - 0 | Orientales de Humacao | 25-17, 25-14, 27-25               |
| Quarti di finale (gara 5) - 14 aprile 2013 Coliseo Mario Morales, Guaynabo        | Mets de Guaynabo      | 0 - 3 | Criollas de Caguas    | 19-25, 14-25, 25-27               |
| Quarti di finale (gara 6) - 16 aprile 2013 Coliseo Salvador Dijols, Ponce         | Leonas de Ponce       | 3 - 1 | Criollas de Caguas    | 17-25, 25-21, 25-18, 25-23        |
| Quarti di finale (spareggio) - 17 aprile 2013 Coliseo Héctor Solá Bezares, Caguas | Criollas de Caguas    | 3 - 0 | Mets de Guaynabo      | 25-23, 25-12, 25-13               |
| Semifinali (gara 1) - 19 aprile 2013 Coliseo Héctor Solá Bezares, Caguas          | Criollas de Caguas    | 0 - 3 | Indias de Mayagüez    | 22-25, 21-25, 25-27               |
| Semifinali (gara 2) - 21 aprile 2013 Palacio de Recreación y Deportes, Mayagüez   | Indias de Mayagüez    | 2 - 3 | Criollas de Caguas    | 15-25, 25-20, 19-25, 25-17, 12-15 |
| Semifinali (gara 3) - 24 aprile 2013 Palacio de Recreación y Deportes, Mayagüez   | Indias de Mayagüez    | 1 - 3 | Criollas de Caguas    | 21-25, 25-18, 22-25, 19-25        |
| Semifinali (gara 4) - 25 aprile 2013 Coliseo Héctor Solá Bezares, Caguas          | Criollas de Caguas    | 1 - 3 | Indias de Mayagüez    | 23-25, 25-21, 20-25, 21-25        |
| Semifinali (gara 5) - 27 aprile 2013 Coliseo Héctor Solá Bezares, Caguas          | Criollas de Caguas    | 0 - 3 | Indias de Mayagüez    | 24-26, 22-25, 16-25               |
| Semifinali (gara 6) - 28 aprile 2013 Palacio de Recreación y Deportes, Mayagüez   | Indias de Mayagüez    | 3 - 1 | Criollas de Caguas    | 25-17, 25-19, 21-25, 25-18        |

## Statistiche

### Statistiche di squadra
| Competizione  | Punti | In casa | In casa | In casa | In trasferta | In trasferta | In trasferta | Totale | Totale | Totale |
| Competizione  | Punti | G       | V       | P       | G            | V            | P            | G      | V      | P      |
| ------------- | ----- | ------- | ------- | ------- | ------------ | ------------ | ------------ | ------ | ------ | ------ |
| Liga Superior | 36    | 18      | 9       | 9       | 16           | 11           | 5            | 34     | 20     | 14     |
| Totale        | -     | 18      | 9       | 9       | 16           | 11           | 5            | 34     | 20     | 14     |

G = partite giocate; V = partite vinte; P = partite perse